# حسن رغفاوی
حسن رغفاوی (عربی: حسن رغفاوي؛ زادهٔ ۱۵ سپتامبر ۱۹۹۵) یک ورزشکار اهل عربستان سعودی است.
از باشگاه‌هایی که در آن بازی کرده‌است می‌توان به باشگاه فوتبال الشباب عربستان سعودی اشاره کرد.